# Xanthodesma aurata
Xanthodesma aurata är en fjärilsart som beskrevs av Aurivillius 1910. Xanthodesma aurata ingår i släktet Xanthodesma och familjen nattflyn. Inga underarter finns listade i Catalogue of Life.